# Swaraj Prakash Gupta
Swaraj Prakash Gupta (SP Gupta; 1931–2007) war ein indischer Archäologe und Kunsthistoriker.  Er war Direktor des Allahabad Museums.
Gupta wurde 1931 geboren. Er war nie verheiratet.
Gupta war ein Gelehrter, Schriftsteller und eine Autorität der indischen Kunstgeschichte. Er schrieb Artikel und Bücher zu diesem Thema. Gupta unternahm auch einige archäologische Ausgrabungen in Harappa-Stätten. Zum Zeitpunkt seines Todes war er der Vorsitzende der indischen Archäologischen Gesellschaft, Neu-Delhi, und er etablierte die Indian History and Culture Society als vollwertiges Forschungszentrum.
Gupta arbeitete und hielt Vorträge in mehr als 30 Ländern. Er war Direktor des Allahabad Museum.
Er war auch der Herausgeber von mehreren Bänden der Puratattva, dem Bulletin der indischen Archäologischen Gesellschaft.
Er war ein angesehener Archäologe und Kunsthistoriker, der mehrere Goldmedaillen erhielt und mit dem Sir Mortimer-Wheeler-Preis für Spitzenleistungen in der Archäologie ausgezeichnet wurde. Er erhielt auch den ersten Vishnu Shridhar Wakankar National Award  als Anerkennung für seinen Einsatz und Beitrag zur archäologischen Forschung.
Die Indian Society for Prehistoric and Quaternary Studies  veröffentlichte eine Festschrift zu seinen Ehren.

## Veröffentlichungen
- Tourism, Museums and Monuments (1975)
- The Roots of Indian Art (1980) (French edition: 1990)
- Cultural Tourism in India (S. P. Gupta and K. Lal), Indraprastha Museum of Art and Archaeology and D. K. Printworld, 2002, ISBN 8124602166.
- Elements of Indian Art : Including Temple Architecture, Iconography and Iconometry (S. P. Gupta and S. P. Asthana) New Delhi: Indraprastha Museum of Art and Archaeology, 2002, ISBN 81-246-0213-1.
- Temples in India (S. P. Gupta and V. Somasekh) New Delhi: Centre for Research and Training in History, Archaeology and Paleo-Environment, 2010, ISBN 8124604959.
- Disposal of the Dead and Physical Types in Ancient India (1971)
- Mahabharata, Myth and Reality - Differing Views (S. P. Gupta and K. S. Ramachandran, ed.) Delhi: Agam Prakashan, 1976.
- Archaeology of Soviet Central Asia and the Indian Borderlands (2 volumes) (1978)
- Frontiers of the Indus Civilization (B. B. Lal and S. P.  Gupta, Eds.). New Delhi: Indian Archaeological Society, 1984.
- The lost Sarasvati and the Indus Civilization, Jodhpur: Kusumanjali Prakashan, 1984
- The Indus-Sarasvati Civilization, Delhi: Pratibha Prakashan (1996).
- Dimensions in Indian History and Archaeology (S. P. Gupta and K. S. Ramachandran, eds.) New Delhi: Indian History and lture Society, 1993.
- S. P. Gupta. The dawn of civilization, in G. C. Pande (ed.)History of Science, Philosophy and Culture in Indian Civilization ed., D. P. Chattophadhyaya, vol I Part 1) (New Delhi: Centre for Studies in Civilizations, 1999)